# Lista di software wiki
Questa è una lista di software wiki ordinati in base al linguaggio di programmazione con cui sono stati scritti.

## Dylan
- Sebbene sia attualmente in fase di completamento, la Dylan Wiki (en) è già operativa. In una prossima versione, verrà adottata la stessa sintassi di MediaWiki. Il software Wiki è in grado di notificare agli utenti, tramite XMPP, le modifiche ai contenuti. Essendo integrata nel linguaggio Dylan, è considerata una soluzione efficiente e sicura.

## Java
- Confluence (wiki) è una applicazione commerciale Java EE che combina Wiki ed alcune funzionalità dei blog. Tra le sue caratteristiche si nota la possibilità di esportare le pagine in PDF, di ristrutturarle ed è possibile eseguirlo in qualunque server applicativo con l'uso di un backend RDBMS;
- JSPWiki è una applicazione Java EE pubblicata con licenza LGPL;
- SnipSnap è un programma Java che combina i concetti di Wiki e di blog. Include il suo server web, ma può essere impacchettato come file war per l'uso in un altro servlet engine. Pubblicato con licenza GNU General Public License;
- XWiki è un motore wiki scritto in Java con una gamma completa di funzionalità wiki (controllo delle versioni, allegati, ecc.), con un motore di database ed un linguaggio di programmazione che permettono di costruire applicazioni basate su database attraverso l'interfaccia wiki.

## Lisp
- CLiki è un programma libero di costruzione di ipertesti collaborativi, scritto in Common Lisp. Ispirato a Wiki, è un programma con licenza MIT. Può essere eseguito con SBCL e richiede Araneida, che a sua volta richiede la libreria socket SBCL. Considerato come molto potente, è impiegato in cliki.net, metacircles.com e cliki.tunes.org.

## Basati su Windows (usano una combinazione di ASP, VBScript, .NET, o C#)
- DotWiki è un clone di Wiki che usa Visual Basic .NET e Microsoft SQL Server;
- FlexWiki è scritto in C#, usa il framework .NET ed immagazzina i dati in file XML o in Microsoft SQL Server. È disponibile in formato binario o sotto forma di codice sorgente; (lo sviluppo è cessato nel 2009)
- OpenWiki è scritto in VBScript, usa il protocollo ASP e registra i dati in file XML. Combina utili funzioni appartenenti a vari motori Wiki, in particolare UseMod e MoinMoin;
- Perspective è scritto in C#, usa il framework .NET ed immagazzina i dati in file XML. Permette l'editing WYSIWYG, allegati, iframe, un buon motore di ricerca (che può ricercare anche documenti MS Office), e, come opzione, l'integrazione con Windows Integrated Authentication, così che gli utenti possano accedere trasparentemente al wiki;
- WikiAsp è scritto in VBScript, usa il protocollo ASP ed immagazzina i dati in un database Microsoft Access;
- WWWiki è un modulo DotNetNuke che permette il controllo delle versioni delle pagine e varie altre funzionalità;
- Screwturn Wiki è un wiki opensource molto completo e flessibile scritto in C# con memorizzazione su file o SQL Server ; (lo sviluppo è cessato nel 2012)

## Pascal
- PasWiki è un wiki basato su CGI programmato con FreePascal, ma probabilmente in grado di funzionare anche con Delphi/Kylix.

## Perl
- IGWiki Fa parte della Groupware Suite IGSuite ideale per gestire documentazione aziendale.
- WikiWikiWeb (Howard Cunningham, 1994);
- CvWiki (Peter Merel, 1997, un clone diretto di WikiWikiWeb);
- AtisWiki (Marcus Denker, 1998);
- UseModWiki (Clifford Adams, 2000) è un clone di AtisWiki;
  - Oddmuse è un fork di UseModWiki;
  - PurpleWiki è una riscrittura di UseModWiki che implementa Purple Numbers e Transclusion;
- Kwiki è un wiki semplice, modulare e facile da estendere;
  - Socialtext è un wiki ed un blog aziendale basato su Kwiki. È disponibile come servizio hosted o come hardware appliance;
- Noösphere, motore di PlanetMath;
- TWiki è un wiki strutturato, usato di solito per gestire uno spazio di sviluppo di progetti, un sistema di gestione di documenti, una knowledge base, o qualsiasi altro strumento di groupware. È disponibile come appliance VMware Workstation;
- Zim Wiki un wiki desktop per uso personale.
- CorneliOs uno sperimentale “sistema operativo per il WEB virtuale”;

Benché non sia propriamente un software wiki, il motore per blog Blosxom rientra nella definizione quando è usato con i plugin wikieditish e wikiwordish. Ci sono anche plugin che permettono a Blosxom di usare i parser di testo di Kwiki, Twiki, o PurpleWiki.

## PHP

### Versione di PHP sconosciuta
- GetWiki è una versione altamente modificata della versione 1.1.0 di MediaWiki.

### PHP 4
- TikiWiki è uno dei più grandi ed ambiziosi progetti di sviluppo wiki. Include molte funzionalità di groupware aggiuntive (forum dei messaggi, articoli, ecc.);
- TitiWiki è un sistema wiki semplice e facile da usare. Progettato per gli utenti finali, si basa per editing WYSIWYG su TinyMCE. Ciò che lo distingue è la sua facile integrazione in altri strumenti come sottosistema, ma può anche essere usato come programma principale. È facile da tradurre e ha un sistema di template facile da usare.

### PHP 4 o 5
- WikiTimeScale è un wiki che visualizza scadenze e scale temporali, attraverso la creazione di immagini PNG. Il programma è libero (ha licenza GNU GPL) e richiede almeno PHP 4.0.6 perché da questa versione è disponibile la variabile $_SESSION;
- DokuWiki è un wiki semplice da usare pensato per i bisogni documentativi di una piccola azienda. Usa file di testo semplice e possiede una sintassi semplice ma potente che permette di ottenere file di dati leggibili al di fuori di wiki;
- PhpWiki è un clone scritto in PHP di WikiWikiWeb;
- scWiki è un programma wiki basato su PHP e MySQL pensato per la leggerezza e per l'usabilità. Include un pannello di amministrazione completo con categorie gerarchiche ed altro ancora;
- PmWiki è un wiki con licenza GNU GPL, facile da installare e personalizzare. Pensato per lo sviluppo ed il mantenimento collaborativo di siti Internet e per il supporto a più lingue. Non richiede un database;
- PukiWiki è un wiki di origine giapponese;
- TigerWiki è un wiki di origine francese molto leggero basato su PHP. Utilizza il filesystem per l'immagazzinamento dei dati. Attualmente è in via di sviluppo, ma è già scaricabile e utilizzabile;
- WakkaWiki è un motore wiki basato su PHP e MySQL leggero che, sebbene non più sviluppato, ha dato via a numerosi fork:
  - CitiWiki è un wiki basato su WakkaWiki che è stato chiamato il "wiki della prossima generazione";
  - UniWakka è un altro fork mirato allo sviluppo collaborativo in ambito scientifico. Supporta WikiFarm, MathML, note a piè di pagina, tavole dei contenuti, importazione ed esportazione di bibtex, esportazione in latex, citazioni in stile latex, esportazione nei formati di OpenOffice.org ed altro ancora;
  - WackoWiki è un altro fork con numerose nuove funzionalità ed una interfaccia tradotta in più lingue.
  - WikkaWiki è un fork leggero, rispettoso degli standard ed altamente configurabile con molti miglioramenti e nuove funzionalità (tra le quali il supporto nativo alle mappa concettuale).
- Wiclear è un motore wiki basato su PHP e MySQL. Leggero e pensato per l'organizzazione dei dati e l'utilizzo multilingue, può anche essere personalizzato con temi e plugin.

### PHP 5
- MediaWiki è stato pensato per il progetto ad alto traffico dell'enciclopedia Wikipedia; è stato usato anche per tutti gli altri progetti della Wikimedia Foundation fondazione alla base di Wikipedia. È scritto in PHP e supporta i database MySQL, PostgreSQL e Oracle. È disponibile con licenza libera e si può adattare per lavorare con altre applicazioni;
- coWiki segue la tradizione di wiki libere con una sintassi intuitiva, aggiungendo la gestione dei permessi, una gerarchia di directory e documenti ed una struttura a plugin per aumentarne le funzionalità. Tutti i documenti sono salvati come XML per una eventuale esportazione o modifica. coWiki è modulare, basato su modelli ed è multilingue. Usa MySQL. Da dicembre 2006 il progetto di sviluppo del programma è terminato.

## Python
- MoinMoin è un wiki che offre un buon controllo degli accessi basato sui gruppi di utenti;
- DavisWiki è un aggiornamento elegante del wiki MoinMoin;
- OghamWiki è un wiki WYSIWYG pensato per una utenza non tecnica;
- PikiPiki è un wiki basilare, veloce e semplice da installare. Offre una buona sicurezza;
- PikiePikie è un wiki capace di mostrare le pagine come se fosse un sito tradizionale e permette ai visitatori di scegliere quale tema applicare al sito;
- TamTam;
- Trac è un wiki che integra un sistema di bugtracking semplice ed integra una interfaccia a Subversion;
- Zwiki è un wiki basato su Zope. Si può integrare con il CMF content management framework e Plone. Supporta molti stili di evidenziazione ed un editor html WYSIWYG.
- Maggiori informazioni si possono trovare sul wiki di Python: (EN)  https://web.archive.org/web/20050507104827/http://www.python.org/moin/PythonWikiEngines

## Ruby
- Instiki;
- Pimki è un PIM (Personal Information Manager) liberamente basato alla tecnologia del wiki Instiki;
- Ruwiki
- Riki è un Rails Engine basato su Riki, rendendo semplice il suo inserimento in una applicazione Rails. Con i suoi metodi di autenticazione estensivi, è adatto all'uso in una Intranet.
- Git-Wiki:  è una wiki open-source basata su Jekyll e compatibile con le pagine di Github. Implementa tutte le funzionalità di base di una wiki sfruttando le potenzialità di git per l'editing e il revisioning.

## Smalltalk
- Swiki è scritto in Squeak ed è considerato come "super-portabile e facile da configurare ed usare". Si può eseguire sulle piattaforme più comuni, tra cui Mac, Windows e *nix.

## Desktop (non richiedono un server)
- Wiki on a Stick - Open source, si auto immagazzina in singoli file wiki, funziona grazie a JavaScript e DHTML;
- ConnectedText è un wiki personale con licenza commerciale con molte funzionalità avanzate;
- MoinMoin ha una versione desktop che praticamente non richiede installazione;
- MyWiki è un wiki per gli ambienti GNUstep e Cocoa;
- Notebook è un'applicazione free scritta nel linguaggio di programmazione tcl/tk. Si può eseguire su Linux, Mac e Windows. Permette di esportare in HTML e con la sintassi di MediaWiki;
- Tomboy è un programma con licenza LGPL utile per appuntare note con lo stile di un wiki. Fornisce un editing semplice ed un metodo per riprendere la scrittura. Il programma permette l'organizzazione semplice e gerarchica dei dati. Tomboy è un programma sviluppato sul CVS GNOME;
- WikidPad è un programma per prendere note costruito per Windows e con licenza open-source. Possiede molte funzionalità come la generazione di alberi dinamici, il tagging degli argomenti e l'autocompletamento.

## PDA
- AcroWiki è una applicazione commerciale di editing con una sintassi in stile wiki, per PalmOS. Immagazzina le note come Memos (in una categoria separata) così che possano essere aperte in un computer desktop ed esportate in un wiki online.

## Miscellanea
- DekiWiki è un fork compatibile di MediaWiki che include un ricco editor WYSIWYG, gerarchie, livelli di permesso delle pagine, una interfaccia pulita, gestione ed indicizzazione degli allegati, gallerie di immagini ed altro. Come MediaWiki, è rilasciato con licenza GNU GPL;
- ProjectForum è una applicazione wiki commerciale e cross-platform (si può eseguire su Windows, Unix, Mac OS X). È disponibile in due versioni: Freeware e commerciale;
- Techwiki aspira ad essere un wiki ottimizzato per la scrittura di materiale tecnico, ad esempio riguardante la matematica e le equazioni;
- TiddlyWiki è un wiki personale basato su HTML/JavaScript in cui tutto il sito è contenuto in un singolo file;
- WikiServer è un wiki di facile installazione. La versione corrente usa WXwidgets.